# اوورو
اوورو شهری در شهرستان سورگو در استان بولکیمده در بورکینافاسوی غربی مرکزی است جمعیت آن ۳۵۱۹ نفر است.